# Серебромагний
Серебромагний — бинарное неорганическое соединение, интерметаллид
серебра и магния
с формулой AgMg,
кристаллы.

## Получение
- Сплавление стехиометрических количеств чистых веществ:

{\displaystyle {\mathsf {Ag+Mg\ {\xrightarrow {820^{o}C}}\ AgMg}}}

## Физические свойства
Серебромагний образует кристаллы
кубической сингонии (объёмно-центрированная решётка), параметры ячейки a = 0,32897÷0,33472 нм, Z = 1
.
Соединение конгруэнтно плавится при температуре 820 °C
и имеет широкую область гомогенности 35,4÷65,4 ат.% магния.